# Nellie Tayloe Ross

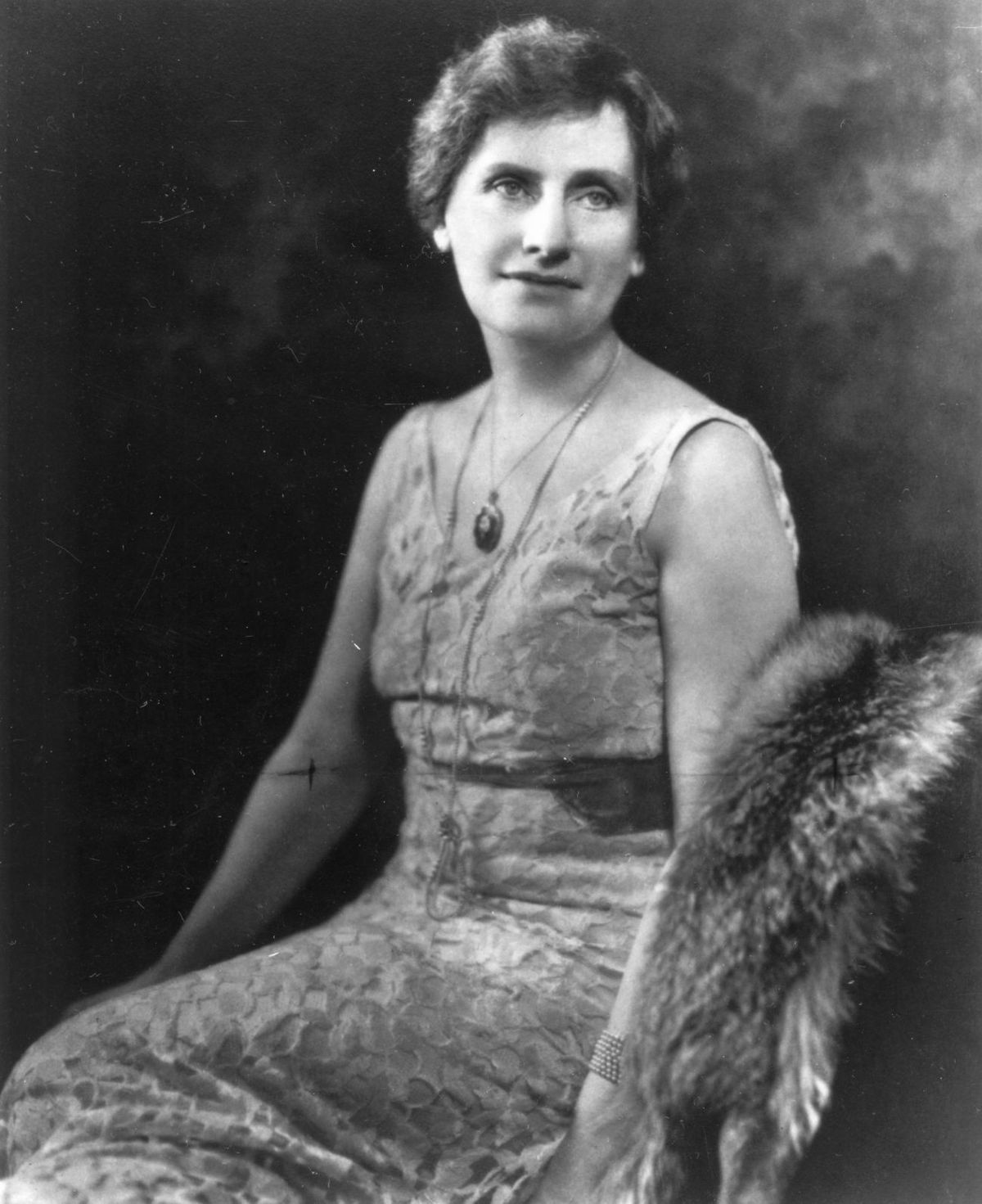
Nellie Tayloe Ross (1922 oder früher)

Nellie Tayloe Ross (* 29. November 1876 bei St. Joseph, Missouri; † 19. Dezember 1977 in Washington, D.C.) war eine US-amerikanische Politikerin und von 1925 bis 1927 Gouverneurin des Bundesstaates Wyoming. Sie war die erste Frau in den Vereinigten Staaten, die einen Gouverneursposten innehatte.

## Biografie
In ihrer Kindheit lebte sie in Missouri, wo sie sowohl öffentliche als auch private Schulen besuchte. Danach machte sie eine Ausbildung zur Kindergärtnerin in Omaha, Nebraska, wo sie auch einige Jahre arbeitete, bevor sie 1902 nach Cheyenne kam, wo sie ihren späteren Mann William B. Ross, einen niedergelassenen Juristen, kennenlernte.
Nellie Ross wurde 1924 in Wyoming von den Demokraten als Kandidatin für das Gouverneursamt aufgestellt, nachdem ihr Mann, der diese Position seit 1923 ausgefüllt hatte, unerwartet bei einer Blinddarmoperation am 2. Oktober 1924 verstorben war. Sie gewann die Wahl am 4. November desselben Jahres mit 55,1 Prozent der Stimmen gegen den Republikaner E. J. Sullivan und trat am 5. Januar 1925 ihr Amt als Gouverneurin von Wyoming an. Somit war sie die erste Frau, die diesen Posten in den USA innehatte; 16 Tage später wurde Miriam A. Ferguson Gouverneurin von Texas. Im Jahr 1926 bewarb sie sich um die Wiederwahl, unterlag aber Frank C. Emerson.
Am 3. Mai 1933 wurde sie von Präsident Franklin D. Roosevelt zur ersten Direktorin der US-Münzanstalt (United States Mint) berufen. Diese Position bekleidete sie bis zu ihrer Pensionierung 1953.
Nach ihrer aktiven Zeit als Politikerin verfasste Nellie Ross Artikel für verschiedene Frauenzeitschriften, engagierte sich für Frauenrechte und bereiste die USA. Ihre letzte Reise nach Wyoming unternahm sie 1972 im Alter von 96 Jahren. Sie starb im Alter von 101 Jahren. Beigesetzt wurde sie in Cheyenne, Wyoming.